# Poker en 1993
Cet article résume les événements liés au monde du poker en 1993.

## Tournois majeurs

### World Series of Poker 1993
Jim Bechtel remporte le Main Event.
Phil Hellmuth et Ted Forrest remportent chacun trois bracelets.

## Poker Hall of Fame
Jack Keller est intronisé.